# Heterachthes nigrocinctus
Heterachthes nigrocinctus là một loài bọ cánh cứng trong họ Cerambycidae.